# Knack II
Knack II es un videojuego perteneciente al género de acción y plataformas, desarrollado por la empresa SIE Japan Studio y publicado por Sony Interactive Entertainment exclusivamente para PlayStation 4. Es la continuación del videojuego Knack de 2013, y se lanzó en todo el mundo en septiembre del año 2017.

## Jugabilidad
Knack II es un videojuego de acción y plataformas, en el que los jugadores controlan con su habilidad al personaje del mismo nombre. Knack puede golpear, patear, cambiar de tamaño, desviar proyectiles usando un escudo, y tienen otras habilidades de combate. Cuenta con un sistema de árbol de habilidades donde los jugadores pueden actualizar las habilidades de Knack mediante la recopilación de la energía de Reliquias en los niveles. El videojuego se puede jugar cooperativamente.

## Desarrollo y lanzamiento
Knack II se anunció el 3 de diciembre de 2016, en el evento de la PlayStation Experience. El videojuego fue desarrollado por SIE Japan Studio. Marianne Krawczyk, una escritora de la serie de videojuegos God of War, se unió al equipo de desarrollo para escribir el guion de la historia de Knack II. El videojuego se lanzó el 5 de septiembre de 2017. Se lanzó una demo gratuita el 29 de agosto de 2017 en la PlayStation Store, lo que permite a los jugadores probar el nivel del Monasterio en modo solitario o en modo cooperativo.

## Recepción
Knack II recibió críticas "mixtas o promedio", de acuerdo con Metacritic. El videojuego fue considerado en gran parte como una mejora sobre su predecesor.
En Japón, Knack II no se ubicó en el Top 20 de Media Create o en el Top 30 de ventas de Famitsu una vez publicado. Dengeki informó que el título vendió 2106 unidades para aparecer como el trigésimo quinto título más vendido en su debut. Comparativamente, debido a que se incluyó como un videojuego pack-in con todas las consolas PlayStation 4 iniciales vendidas en el país, el videojuego original vendió 316 787 unidades en su primera semana.